# Droga 66K-28 (Rosja)
Droga 66K-28 – droga regionalna, znajdująca się na terytorium Rosji.

## Geografia
Droga regionalna obwodu smoleńskiego 66K-28 przebiega od drogi federalnej R120 i miasta Rudnia do Diemidowa.